# Megaselia keiseri
Megaselia keiseri är en tvåvingeart som beskrevs av Rudolf Beyer 1965. Megaselia keiseri ingår i släktet Megaselia och familjen puckelflugor. Inga underarter finns listade i Catalogue of Life.